# Каджаранское медно-молибденовое месторождение
Каджара́нское медно-молибденовое месторождение — одно из самых крупных месторождений молибдена в мире; самое крупное по запасам молибдена месторождение на территории Армении и бывшего СССР и одно из самых крупных месторождений меди в Армении. Находится в марзе Сюник на юго-востоке Армении, близ города Каджаран, эксплуатируется Зангезурским медно-молибденовым комбинатом.
Руда, добываемая на месторождении, содержит более 70 различных минералов, 40 из которых — первостепенные. По оценкам специалистов, на месторождении сконцентрировано около 6,8 % молибдена в мире или около 90 % молибдена Армении, в то время как доля молибдена Армении по миру составляет 7,6 %. Запасы руды в Каджаране оцениваются в более чем 1 млрд тонн и, по расчётам, обеспечат комбинат примерно на 150 лет. Запасы чистого молибдена оцениваются приблизительно в 550 тысяч тонн, чистой меди — приблизительно 2,1 млн тонн. Содержание молибдена в руде составляет 0,055 %, а меди — 0,21 %.
Молибденовый концентрат содержит 50 % молибдена, содержание меди в концентрате благодаря техническому развитию рудника удалось увеличить с 15—16 % до 30—33 %. В 2011 году на месторождении было добыто и переработано 15 млн тонн руды.
Каджаранское месторождение, наряду с Амулсарским золоторудным и Шаумянским золото-полиметаллическим, является вторым по запасам чистого золота месторождением в Армении. В каждом из них содержится порядка 40 тонн чистого золота. В Каджаранском месторождении также имеются большие залежи серебра. 
Отходы от переработок предприятия накапливаются на Арцваникском хвостохранилище близ поселения Арцваник.